# Stadion Kraj Bistrice
Stadion Kraj Bistrice (Gradski stadion) – wielofunkcyjny stadion w Nikšiciu, w Czarnogórze. Może pomieścić 10 800 widzów. Został wybudowany w 1982 roku. Obecnie stadion znajduje się przy ul. Dragovića Luka bb. Swoje spotkania rozgrywa na nim drużyna FK Sutjeska Nikšić.